# جون ميرفي (دراج)
جون ميرفي (بالإنجليزية: John Murphy)‏ (و. 1984  م) هو راكب دراجة هوائية أمريكي، ولد في جاكسونفيل، فلوريدا.

## سباقات أو مراحل فاز بها
| التاريخ        | السباق                                                                            | المركز                  |
| -------------- | --------------------------------------------------------------------------------- | ----------------------- |
| 01 يناير 2008  | طواف تايوان 2008                                                                  | الفائز في التصنيف العام |
| 01 يناير 2008  | 2008 Nature Valley Grand Prix                                                     | المركز الثاني           |
| 01 يناير 2009  | 2009 United States of America National Road Cycling Championships - Men Criterium | الفائز في التصنيف العام |
| 22 مايو 2011   | ProRace Berlin 2011                                                               | السادس في التصنيف العام |
| 01 يناير 2014  | 2014 United States of America National Road Cycling Championships - Men Criterium | الفائز في التصنيف العام |
| 10 أغسطس 2014  | طواف الدنمارك 2014                                                                | الفائز في ترتيب التسلق  |
| 26 أبريل 2015  | 2015 Joe Martin Stage Race                                                        | الفائز في التصنيف العام |
| 01 يناير 2016  | 2016 United States of America National Road Cycling Championships - Men Criterium | المركز الثاني           |
| 09 يوليو 2017  | 2017 Delta Road Race                                                              | الفائز في التصنيف العام |
| 06 أغسطس 2017  | طواف يوتا 2017                                                                    | الرابع في تصنيف النقاط  |
| 04 سبتمبر 2017 | طواف ألبرتا 2017                                                                  | الثاني في تصنيف النقاط  |

## روابط خارجية
- جون ميرفي على موقع الاتحاد الدولي للدراجات (الإنجليزية)
- جون ميرفي على موقع أرشيف الدراجات (الإنجليزية)
- جون ميرفي على موقع إحصائيات الدراجات الإحترافية (الإنجليزية)
- جون ميرفي على موقع نسبة الدراجات (الإنجليزية)